# アゴダ

親会社のブッキング・ホールディングスのロゴ

アゴダ（英: Agoda.com）は、シンガポールに本社を置く旅行関連の予約サイト。アジア発のオンラインサービスとして急成長を遂げたが日本では2024年頃から予約トラブルが多発し、観光庁から改善要請を受ける事態に発展している。現在はブッキング・ホールディングズ傘下。

## 沿革

### アゴダ設立まで
1998年に、創業者マイケル・ケニー（Mr.Michael Kenny）によって、PlanetHoliday.comが設立された。初期のコンセプトは、急成長を遂げている検索エンジンを利用して、ホテル及び観光に関する情報を提供することにあった。 PlanetHolidayは、ホテル予約サイトを始めた数少ない企業の1つであり、後には何十億ドルのビジネスへと発展した。
ケニーは、ニューヨークのロングアイランド出身で、1990年初期にタイ王国へと移住し、プーケット島を拠点とし、小規模なウェブサイトを立ち上げた。ウェブサイトと企業は、2000年から2001年にバブルがはじけたインターネット・バブル、2001年9月11日に発生したアメリカ同時多発テロ、2003年に発生したSARSなど、いずれも観光業に大打撃を与えた予期せぬ大惨事を乗り越えて発展している。
2002年に、プーケットからバンコクへと移動し、2003年には、アフィリエイトのウェブサイトを通して予約販売するために、パートナーウェブサイトとして PrecisionReservations.com が加わった。2005年後期に、 PlanetHoliday.comとPrecisionReservations.comが、Agoda Company Pte.Ltd.（アゴダ・カンパニー株式会社）として1つになった。

### 発展
2007年11月、アゴダ社は、アメリカのプライスラインドットコムにより買収され、3番目の国際的合併となった（その後の親会社の組織変更に伴い、現在はブッキング・ホールディングスの傘下）。2008年には、Travelmole Web Awards Asia のベストアコモデーションサイトのカテゴリーで賞を獲得した。
2010年4月、本拠地をバンコクからシンガポールに移転（ただし最大オフィスは2018年現在も1,000人近い従業員を持つバンコク）、また日本に事務所を開設した。CEOは、2010年11月以降、ロバート・ローゼンスタイン（Robert Rosenstein）が務めてきたが、2018年5月、ジョン・W・ブラウン（John W. Brown）が新たにCEOとなった。
2016年時点で、80万軒以上の宿泊施設を掲載している（直接契約分は16万軒）。バンコク、クアラルンプール、東京、シドニー、香港、ブダペストを主な拠点とし、3700人以上の雇用者がおり、日本語を含む40以上の言語で、空室確認・即時予約などができるサービスを提供する。民泊物件に関しては2017年以降、アゴダホームズ（Agoda Homes）の名称でサービス提供を行っている。
日本では、東京や大阪など5か所に拠点を持つ。日本語対応のカスタマーサポートがある。2016年12月、JTBとアゴダ日本法人の業務提携が発表され、2017年1月から、アゴダのウェブサイト上で、JTB取扱のホテルが予約可能となった。2018年7月、楽天のグループ会社の楽天ライフルステイと提携し、楽天ライフルステイの民泊在庫のアゴダへの提供を開始することを発表した。現在は観光庁長官の登録を受けた住宅宿泊仲介業者となっている。
日本の航空会社では、日本航空（JAL）と全日本空輸（ANA）が、アゴダを利用した宿泊施設予約により、マイルが貯まるサービスを行っている。アゴダ専用のバナーを経由し予約するとマイルが貯まる。2016年1月、ポイントマックスと呼ばれるマイル/ポイント提供サービスを開始、同年6月、トップページから航空券の検索が可能となり、同じブッキング・ホールディングスの企業であるKAYAKの航空券情報を参照できる仕様となった。2019年7月、同一ホテルに連泊の場合に各日の安い空室を組み合わせて一括予約可能とするサービス「Mix & Save」を開始した。
Agoda Company Pte. Ltd.は、シンガポールに本社を置く、同サービスを運営するオンライン・トラベル・エージェンシー（Online Travel Agency, OTA）であり、ブッキングドットコムで知られるアメリカ合衆国のブッキング・ホールディングス (NASDAQ: BKNG) の一部門を構成している。

## ブッキングドットコムとの相違点
アゴダでの検索結果に表示される一部の宿泊施設は、実際には、同じブッキング・ホールディングスの企業であるブッキングドットコムでの契約となる。
アゴダとブッキングドットコムは、決済の形式が異なる。アゴダでは、クレジットカードによるアゴダへの前払いで、ホテルで宿泊料金の支払が不要なのに対し、ブッキングドットコムでは、予約保証のためにクレジットカード番号を通知するものの、決済自体は各宿泊ホテルでされる形式である（ブッキングドットコムにも先払い形式のプランがあるが、その場合でも、決済はホテルの名義で行われる）。このため、アゴダから検索を行い、実際にはブッキングドットコムでの契約となった場合、自動的にブッキングドットコムに予約情報が記録され、料金の請求はホテルが行うことになる。欧米では、アゴダ型のビジネスモデルはマーチャントモデル、ブッキングドットコム型のそれはエージェンシーモデルと呼ばれている。

## 転売・予約トラブル
2024年11月18日、ルートインホテルズはAgoda等の海外予約サイトから販売された空室枠について、予約の確認ができないことや、予約情報に相違があること、ホテルで設定した宿泊料金よりも大幅に高い料金で販売されているとして、注意を呼び掛けた。
Agodaが宿泊施設側に無断で宿泊プランを変更する、全館禁煙の施設に喫煙室での予約を成立させる、宿泊料金が上乗せされる等のトラブルも確認されたため、観光庁は2025年3月に業務改善を要請した。
しかしその後も予約トラブルは続き、予約2025年6月16日、東横インは提携サイトに提供しているホテル空室枠が一部、Agoda等の海外予約サイトで転売され、トラブルが生じているとして公式サイトで注意を呼びかけた。6月19日には、フジドリームエアラインズからも旅客取扱代理店契約のないAgodaでの航空券購入のトラブルが生じているとして注意喚起がなされた。
6月24日、星野リゾート代表の星野佳路がXで、観光庁がアゴダに改善要請を行ったという共同通信の報道を引用し、星野リゾートはアゴダとは契約していないのに、アゴダからの予約者が来訪するケースがあるとして、アゴダのシステムには何らかの問題があるとコメントしている。
日本経済新聞社が独自に行った調査では、アゴダ利用者の約2割は「予約したはずのホテルが予約できていない」「予約が勝手にキャンセルされた」「飛行機のチケットが購入時の条件通りではない」といった何らかのトラブルを経験しており、アゴダ側へ相談した利用者の約半数は自分で対処するよう言われただけだという。
7月17日、オムリ・モーゲンシュテルンCEOは声明を発表し、トラブルの要因となった特定の第三者サプライヤーの客室在庫の取り扱いを停止したことや、AIによる事前監視システムの導入や第三者サプライヤーの管理体制の強化を行うことなどを表明した。観光庁の村田茂樹長官は、前日7月16日の記者会見でトラブルの発生状況や改善策の進捗状況の確認を続けると述べている。